# Consiglio culturale mondiale
Il Consiglio culturale mondiale (in inglese: World Cultural Council, in spagnolo: Consejo Cultural Mundial) è un’organizzazione internazionale il cui scopo è di promuovere valori culturali, buona volontà e filantropia tra le persone. L’organizzazione, fondata nel 1981 e con base in Messico, organizza annualmente sin dal 1984 una Cerimonia di Premiazione nella quale vengono conferiti il Premio Mondiale di Scienza Albert Einstein, il Premio Mondiale di Educazione Josè Vasconcelos e il Premio Mondiale di Arte Leonardo da Vinci a eccellenti scienziati, educatori e artisti che hanno dato il loro contributo positivo all’arricchimento culturale dell’Umanità. I membri del Consiglio annoverano diversi vincitori di Premio Nobel.

## Membri fondatori
I 124 membri fondatori del Consiglio culturale mondiale sono illustri personalità che operano nel campo dell’arte, della biologia, della chimica, fisica, medicina, psicologia, neuroscienze, astronomia, oceanografia, astrofisica, antropologia e zoologia, solo per citarne alcune. Alcuni di questi membri hanno ottenuto riconoscimenti per i loro risultati eccezionali quali il Premio Nobel, la Medaglia Nazionale di Scienze, la Medaglia Copley, la Medaglia Royal, la Medaglia Albert Einstein, il Premio Albert Lasker e il premio Enrico Fermi. Alcuni dei fondatori sono anche membri della Royal Society, della American Physical Society e dell’Accademia reale svedese delle scienze.

Christian B. Anfinsen

Werner Arber

James Baddiley

M. Balasegaram

Frank Barnaby

Christiaan Barnard

Colin Blakemore

Aage N. Bohr

Norman Borlaug

Harold G. Callan

André Frédéric Cournand

William J. Darby

Eduardo de Robertis

Cornelis de Jager

Guy Blaudin de Thé

Jean-François Denisse

Venancio Deulofeu

Frank J. Dixon

Richard S. Doll

Audouin Dollfus

Jacques-Émile Dubois

Gerald Durrell

Francisco J. Dy

John C. Eccles

Paul Ehrlich

Manfred Eigen

Mohammed El Fasi

Ernest L. Eliel

Kenneth O. Emergy

José Rafael Estrada

Hans J. Eysenck

Don W. Fawcett

David J. Finney

Val L. Fitch

Carl G. Gahmberg

Alfred D. Hershey

Gerhard Herzberg

David H. Hubel

Osmo H. Järvi

Reginald V. Jones

Adrian Kantrowitz

Nathan O. Kaplan

Leo A. Kaprio

Vasso Karageorghis

Peter E. Kent

Donald W. Kerst

Seymour S. Kety

Prem N. Kirpal

Georges B. Koelle

Walther Manshard

Georges Mathé

William D. McElroy

Henry McIlwain

John McMichael

Jerrold Meinwald

Harry Melville

Desmond J. Morris

Giuseppe Moruzzi

Nevill Mott

Vernon B. Mountcastle

Robert S. Mulliken

Walter H. Munk

Ilie G. Murgulescu

Jayant V. Narlikar

Louis E. F. Néel

Yuval Ne'eman

Bernhard H. Neumann

William A. Nierenberg

Marshall W. Nirenberg

George E. Palade

Arthur B. Pardee

David Phillips

Jacques Piccard

Jens J. Pindborg

Comlan A. A. Quenum

Hermann Rahn

G. N. Ramachandran

Gunnar Randers

Chintamani N. R. Rao

Rex Richards

Jean Rösch

Abraham J. A. Roux

Stanley K. Runcorn

Donald H. Sadler

Hakim Muhammad Saeed

Nobufusa Saito

Abdus Salam

Stuart J. Saunders

Menahem Max Schiffer

William G. Schneider

Glenn T. Seaborg

Ernest R. Sears

Frederick Seitz

Leonard T. Skeggs

Stefan Ślopek

George J. Smets

George D. Snell

Leonard Sosnowky

Roger W. Sperry

Lyman Spitzer

Frederick Stewart

Heikki Suomalainen

Pol Swings

Charles Tanford

Henry Taube

John M. Tedder

Edward Teller

Howard Temin

Harold Thompson

Peter C. Thonemann

Phillip V. Tobias

Alexander R. Todd

Jan Peter Toennies

Andrzej Trautman

Jean L. F. Tricart

Ioan Ursu

Constantin Vago

Eugene van Tamelen

Ulf S. von Euler

Alan Walsh

William J. Whelan

Karel F. Wiesner

Rosalyn S. Yalow

John Z. Young

## Ceremonie di premiazione
| Anno | Destinatario del premio                                               | Ospite della cerimonia                                                                             | Sito cerimoniale                                                                      | Paese ospitante della cerimonia | Data della cerimonia | Riferimenti |
| ---- | --------------------------------------------------------------------- | -------------------------------------------------------------------------------------------------- | ------------------------------------------------------------------------------------- | ------------------------------- | -------------------- | ----------- |
| 2019 | Zhong Lin Wang, Paulo Branco                                          | Università di Tsukuba                                                                              | Università di Tsukuba, Tsukuba                                                        | Giappone                        | 4 ottobre 2019       | [ 2 ] [ 3 ] |
| 2018 | Jean-Pierre Changeux, Malik Mâaza                                     | Università della città di Hong Kong                                                                | Università della città di Hong Kong, Hong Kong                                        | Cina                            | 8 novembre 2018      | [ 4 ]       |
| 2017 | Omar M. Yaghi, Russell Hartenberger                                   | Università di Leida                                                                                | Chiesa di San Pietro                                                                  | Paesi Bassi                     | 8 novembre 2017      | ·           |
| 2016 | Edward Witten, Kalevi Ekman                                           | Università tecnica di Riga                                                                         | Biblioteca Nazionale della Lettonia, Riga                                             | Lettonia                        | 14 ottobre 2016      | [ 7 ]       |
| 2015 | Ewine F. van Dishoeck, Milton Masciadri                               | Università di Dundee                                                                               | Caird Hall, Dundee, Scozia                                                            | Regno Unito                     | 19 novembre 2015     | ·           |
| 2014 | Philip Cohen, Federico Rosei                                          | Università Aalto                                                                                   | Otakaari 1 Building, Università Aalto, Otaniemi, Espoo                                | Finlandia                       | 17 novembre 2014     | ·           |
| 2013 | Paul Nurse, Petteri Nisunen, Tommi Grönlund                           | Università tecnologica Nanyang                                                                     | Nanyang Auditorium, Università tecnologica Nanyang, Singapore                         | Singapore                       | 2 ottobre 2013       | ·           |
| 2012 | Michael Grätzel, Hans Ulrich Gumbrecht                                | Università di Aarhus                                                                               | The Main Hall, Università di Aarhus, Aarhus                                           | Danimarca                       | 18 aprile 2012       | ·           |
| 2011 | Geoffrey Ozin, Todd Siler                                             | Università di Tartu                                                                                | Sala delle Assemblee, Università di Tartu, Tartu                                      | Estonia                         | 10 novembre 2011     | ·           |
| 2010 | Julio Montaner, Christian Azar                                        | Università autonoma dello stato del Messico                                                        | Sala Adolfo López Mateos, Università autonoma dello stato del Messico, Toluca         | Messico                         | 8 dicembre 2010      | ·           |
| 2009 | John T. Houghton, Marcell Jankovics                                   | Università di Liegi                                                                                | Sala accademica, Università di Liegi, Liegi                                           | Belgio                          | 25 novembre 2009     | ·           |
| 2008 | Ada Yonath, William G. Bowen                                          | Università di Princeton                                                                            | Richardson Auditorium, Alexander Hall, Università di Princeton, Princeton, New Jersey | Stati Uniti                     | 11 novembre 2008     | ·           |
| 2007 | James Fraser Stoddart, Anne Moeglin-Delcroix                          | Università autonoma di Nuevo Leon                                                                  | Teatro Universitario, Campus Mederos, Monterrey                                       | Messico                         | 24 novembre 2007     | [ 36 ]      |
| 2006 | Ahmed Zewail, Marlene Scardamalia                                     | Istituto politecnico nazionale                                                                     | Sala Manuel M. Ponce, Palacio de Bellas Artes, Città del Messico                      | Messico                         | 28 ottobre 2006      | ·           |
| 2005 | John Joseph Hopfield, Enrique Norten                                  | Università agraria autonoma Antonio Narro                                                          | Teatro Fernando Soler, Saltillo                                                       | Messico                         | 12 novembre 2005     | ·           |
| 2004 | Ralph J. Cicerone, David Attenborough                                 | Università di Liegi                                                                                | Amphithéâtres de l’Europe, Università di Liegi, Liegi                                 | Belgio                          | 8 novembre 2004      | ·           |
| 2003 | Martin Rees, Otto Piene                                               | Università di Helsinki, Società finlandese di scienze e lettere, Biblioteca nazionale de Finlandia | Biblioteca nazionale di Finlandia, Università di Helsinki, Helsinki                   | Finlandia                       | 17 novembre 2003     | ·           |
| 2002 | Daniel H. Janzen, Jeannie Oakes                                       | Trinity College, Dublino                                                                           | Examination Hall, Trinity College, Dublino                                            | Irlanda                         | 14 novembre 2002     | ·           |
| 2001 | Niels Birbaumer, Edna Hibel                                           | Università di Utrecht                                                                              | Academiegebouw, Utrecht                                                               | Paesi Bassi                     | 21 novembre 2001     | [ 50 ]      |
| 2000 | Frank Fenner, Zafra M. Lerman                                         | Università di Witwatersrand                                                                        | Great Hall, Università di Witwatersrand, Johannesburg                                 | Sudafrica                       | 1 novembre 2000      | [ 51 ]      |
| 1999 | Robert Weinberg, Magdalena Abakanowicz                                | Università norvegese di scienza e tecnologia                                                       | Edificio principale, Università norvegese di scienza e tecnologia, Trondheim          | Norvegia                        | 11 novembre 1999     | ·           |
| 1998 | Charles R. Goldman, Robert Yager                                      | Victoria University of Wellington                                                                  | Hunter Building, Wellington                                                           | Nuova Zelanda                   | 19 novembre 1998     | ·           |
| 1997 | Jean-Marie Ghuysen                                                    | Università Chulalongkorn                                                                           | Auditorium principal, Università Chulalongkorn, Bangkok                               | Thailandia                      | 12 novembre 1997     | ·           |
| 1996 | Alec Jeffreys, Roger Gaudry                                           | Università di Oxford                                                                               | Sala Voltaire, Taylor Institution, Oxford                                             | Regno Unito                     | 23 novembre 1996     | [ 58 ]      |
| 1995 | Herbert H. Jasper, Robert Rauschenberg                                | Istituto Nazionale di Belle Arti e Letteratura, Consiglio nazionale per la cultura e le arti       | Palacio de Bellas Artes, Città del Messico                                            | Messico                         | 16 dicembre 1995     | [ 59 ]      |
| 1994 | Frank Sherwood Rowland, Joseph O'Halloran                             | CODATA, ICSU, UNESCO                                                                               | Le Manège, Chambéry                                                                   | Francia                         | 19 settembre 1994    | ·           |
| 1993 | Ali Javan                                                             | Presidenza della Repubblica Messicana                                                              | Palacio de Bellas Artes, Città del Messico                                            | Messico                         | 19 dicembre 1993     | [ 62 ]      |
| 1992 | Raymond Lemieux, Elliot Eisner                                        | National Research Council                                                                          | Lester B. Pearson Building, Ottawa                                                    | Canada                          | 27 novembre 1992     | [ 63 ]      |
| 1991 | Albrecht Fleckenstein                                                 | Università Nazionale Australiana                                                                   | Chancellor's Building, Università Nazionale Australiana, Canberra                     | Australia                       | 14 novembre 1991     | [ 64 ]      |
| 1990 | Gustav Nossal, Lev Shevrin                                            | Politecnico federale di Zurigo                                                                     | Sala Cupola, Politecnico federale di Zurigo, Zurigo                                   | Svizzera                        | 22 novembre 1990     | [ 65 ]      |
| 1989 | Martin Kamen, Groupe de préservation de l'Acropole d'Athènes en Grèce | Istituto di tecnologia del Massachusetts                                                           | Edgerton Hall, Istituto di tecnologia del Massachusetts, Cambridge                    | Stati Uniti                     | 8 novembre 1989      | [ 66 ]      |
| 1988 | Margaret Burbidge, Gilbert De Landsheere                              | Istituto politecnico nazionale                                                                     | Palacio de Bellas Artes, Città del Messico                                            | Messico                         | 19 novembre 1988     | ·           |
| 1987 | Hugh Huxley                                                           | Università Ruperto Carola di Heidelberg                                                            | Alte Aula, Università Ruperto Carola di Heidelberg, Heidelberg                        | Germania                        | 26 novembre 1987     | [ 69 ]      |
| 1986 | Monkombu Swaminathan                                                  | Università di Guadalajara                                                                          | Teatro Degollado, Guadalajara                                                         | Messico                         | 6 novembre 1986      | [ 70 ]      |
| 1985 | Werner Stumm, Dolores Hernandez                                       | Istituto reale di tecnologia                                                                       | Kollegiesalen, Stoccolma                                                              | Svezia                          | 21 novembre 1985     | [ 71 ]      |
| 1984 | Ricardo Bressani                                                      | Consiglio culturale mondiale                                                                       | Auditorium di San Pietro, San Pedro Garza García, Monterrey                           | Messico                         | 29 novembre 1984     | [ 72 ]      |